# Savage Land
Savage Land è il disco di debutto del gruppo musicale power metal tedesco Mob Rules.

## Il disco
Il disco è stato registrato nei Redhead Studios, Wilhelmshaven, tra agosto e ottobre del 1998 e successivamente mixato da Sascha Paeth (Avantasia) nei suoi Gate-Studio a Wolfsburg, nel gennaio 1999.
Nonostante i già notevoli passaggi sinfonici, gli arrangiamenti orchestrali sono stati diretti da Ralf Aulrich, e successivamente editati da Miro, perché a quei tempi la band non aveva un tastierista.

## Tracce
1. Prologue – 0:26
2. Insurgeria – 3:40
3. Rain Song – 4:12
4. Hold Back the Light – 6:05
5. Secret Signs – 3:35
6. Savage Land - Part I (Strangers in Time) – 3:09
7. Savage Land - Part II (Pianista) – 1:23
8. Savage Land - Part III (No Reasons Why) – 4:53
9. Coast to Coast – 5:34
10. Blaze of First Warning – 3:12
11. Pray for Sunlight – 5:09
12. Down in Nowhere Land – 3:51
13. End of All Days – 8:38

## Formazione
Membri del gruppo
- Klaus Dirks - voce
- Matthias Mineur - chitarra
- Oliver Fuhlhage - chitarra
- Torsten Plorin - basso
- Arved Mannott - batteria